# Шуньхэ-Хуэйский район
Шуньхэ́-Хуэ́йский райо́н (кит. упр. 顺河回族区, пиньинь Shùnhé huízú qū) — район городского подчинения городского округа Кайфэн провинции Хэнань (КНР). Название района происходит от реки Шуньхэ и от того, что в этих местах с древних времён селились представители национальности хуэйцзу.

## История
В 1913 году был образован уезд Кайфэн (开封县), а в 1929 году его урбанизированная часть была выделена в город Кайфэн. После того, как в ходе гражданской войны город был взят войсками коммунистов, в конце 1948 года был образован Особый город Кайфэн (开封特别市); в его восточной части был образован Шуньхэ-Хуэйский район.

## Административное деление
Район делится на 6 уличных комитетов и 2 волости.